# Jan de Roek
Jan de Roek (Boom, 13 maart 1941 - Willebroek, 4 september 1971) was een Belgische dichter en essayist.

## Leven
Jan de Roek werd op 13 maart 1941 geboren in Boom en volgde daar zijn middelbare school aan het Koninklijk Atheneum. Daar schreef hij zijn eerste gedichten die verschenen in Mannekens, het schoolblad waar de Roek hoofdredacteur van was. Vervolgens volgde hij van 1959 tot 1963 een opleiding Germaase filologie aan de Vrije Universiteit Brussel waar hij licentiaat werd door zijn verhandeling over Hugo Claus.
Tijdens zijn studententijd richtte hij een literair salon op met onder andere Mia Gosselin, Guy Gysens, Robert De Cuyper en Eddy van Vliet. Daarna ontstond de poëziegroep 'Steen' met Frank De Crits, Paul van Oorlé, Rosette Keirsmaeckers en Eddy van Vliet.
Van 1964 tot 1967 was de Roek leraar aan achtereenvolgend de lagere Rijksnormaalschool in Hasselt, het Rijksinstituut Technisch Onderwijs in Hasselt, en in de Koninklijke Athenea van Genk en Oudergem. Deze werd even onderbroken door zijn legerdienst. Uiteindelijk werd hij in 1967 fulltime assistent van professor dokter Jean Weisgerber aan de Vrije Universiteit Brussel. Twee jaar later werd hij aangenomen voor het vak 'Inleiding tot de hedendaagse letterkunde' te geven aan de Koninklijke Academie voor Schone Kunsten van Gent.
De Roek was redacteur van verschillende tijdschriften, waaronder van 1963 tot 1964 hoofdredacteur van het studentenblad De Geus; van 1962 tot 1965 medewerker van het literair-plastische tijdschrift Ruimten; redacteur van Dialoog; vanaf 1969 redacteur van De Tafelronde; toen in 1970 Impuls terug van start ging werd hij de bezieler ervan; hij was daarnaast ook nog hoofdredacteur van de Vlaamse bijdragen in het Bulletin van de Oud-studentenbond van de Vrije Universiteit Brussel en redacteur van Vrij Onderzoek. Voor de tijdschriften Forum Academiale, Nul, Heibel en Artisjok schreef hij gedichten, voor Nieuw Vlaams Tijdschrift en Het Tijdschrift van de Vrije Universiteit Brussel schreef hij essays en zijn kritieken verschenen in Forum Academiale en het weekblad De Nieuwe.
De Roek bracht zelf nog twee gedichtenbundels uit. Hij was ook lid van de socialistische partij en werd in 1966 lid van de vrijmetselaarsloge Grootloge van België te Hasselt. Ook was hij secretaris van de Vlaamse poëziedagen.
Op 4 september 1971 verongelukte de Roek met zijn wagen in Willebroek.

## Werken
Een aantal van zijn werken zijn:
- Hugo Claus: 'Een geverfde ruiter' - Aspecten van stijl en compositie
- De Onhandige gedichten
- Postuum
- Poëzie en logos
- Het hermetische in de poëzie van Hugo Claus
- Naamgeving en beeldspraak in de poëzie van Hugo Claus
- Jeune poésie belge - Jonge Belgische poëzie
- Doorzicht
- De schone kleren van de keizer
- Verzamelde gedichten
- Verzamelde essays

## Prijzen
- 1960: Prijs van de Provincie Antwerpen voor zijn ongepubliceerde bundel De onhandige gedichten
- 1964: Basiel de Craeneprijs voor het gedicht Postuum
- 1980 (postuum): prix Auguste Teirlinck voor zijn Verzamelde essays